# دنیای مردگان (مجموعه‌فیلم)
جهان زیرین (به انگلیسی: Underworld) یک سری فیلم به سبک اکشن مرتبط با خون‌آشام و گرگینه که تاکنون ۵ فیلم از این سری به نام‌های جهان زیرین، جهان زیرین: تکامل، جهان زیرین: ظهور لایکن‌ها، جهان زیرین: بیداری و جهان زیرین: جنگ‌های خونین ساخته شده‌است.

## فیلم‌ها
- جهان زیرین به کارگردانی لن وایزمن (۲۰۰۳)
- جهان زیرین: تکامل به کارگردانی لن وایزمن (۲۰۰۶)
- جهان زیرین: ظهور لایکن‌ها به کارگردانی پاتریک تاتوپولوس (۲۰۰۹)
- جهان زیرین: بیداری به کارگردانی مأنوس ماریلند(۲۰۱۲)
- جهان زیرین: جنگ‌های خونین به کارگردانی آنا فورستر(۲۰۱۶)

### جدول فروش فیلم
| فیلم‌ها                                                                                        | تاریخ انتشار    | جدول درآمد              | جدول درآمد      | جدول درآمد       | بودجه           | مراجع        |       |
| فیلم‌ها                                                                                        | تاریخ انتشار    | خانگی (آمریکا و کانادا) | بین‌المللی       | جهانی            | بودجه           | مراجع        |       |
| جهان زیرین                                                                                    | ۱۹ سپتامبر ۲۰۰۳ | ۵۱٬۹۷۰٬۶۹۰ دلار         | ۴۳٬۷۳۷٬۷۶۷ دلار | ۹۵٬۷۰۸٬۴۵۷ دلار  | ۲۲٬۰۰۰٬۰۰۰ دلار | [ ۱ ]        |       |
| تکامل                                                                                         | ۲۰ ژانویه ۲۰۰۶  | ۶۲٬۳۱۸٬۸۷۵ دلار         | ۴۹٬۰۲۱٬۹۲۶ دلار | ۱۱۱٬۳۴۰٬۸۰۱ دلار | ۵۰٬۰۰۰٬۰۰۰ دلار | [ ۲ ]        |       |
| ظهور لایکن‌ها                                                                                  | ۲۳ ژانویه ۲۰۰۹  | ۴۵٬۸۰۲٬۳۱۵ دلار         | ۴۵٬۵۵۱٬۱۸۶ دلار | ۹۱٬۳۵۳٬۵۰۱ دلار  | ۳۵٬۰۰۰٬۰۰۰ دلار | [ ۳ ]        |       |
| بیداری                                                                                        | ۲۰ ژانویه ۲۰۱۲  | ۶۲٬۳۲۱٬۰۳۹ دلار         | ۹۶٬۷۲۰٬۲۷۵ دلار | ۱۵۹٬۰۴۱٬۳۱۴ دلار | ۷۰٬۰۰۰٬۰۰۰ دلار | [ ۴ ]        |       |
| جهان زیرین: جنگ‌های خونین                                                                      | ۲۴ نوامبر ۲۰۱۶  | $۳۰٬۳۵۳٬۹۷۳             | $۵۰٬۷۳۹٬۳۴۰     | $۸۱٬۰۹۳٬۳۱۳      | #۲٬۴۹۹          | $35 million  | [ ۵ ] |
| Total                                                                                         | Total           | $۲۵۲,۷۶۶,۸۹۲            | $۲۸۶,۵۷۳,۵۱۳    | $۵۳۹,۳۴۰,۴۰۵     |                 | $212 million |       |
| List indicator(s) - A dark grey cell indicates the information is not available for the film. |                 |                         |                 |                  |                 |              |       |